# Fiad
Fiad é um município da Hungria, situado no condado de Somogy. Tem 14,91 km² de área e sua população em 2019 foi estimada em 127 habitantes.